# Tétranitrométhane
Le tétranitrométhane (TNM) est un composé de formule chimique C(NO2)4.

## Utilisation
En biochimie, le TNM est utilisé pour effectuer la nitration de l'acide aminé tyrosine.

## Risques
Le TNM est un produit dangereux puisque toxique (et cancérogène) par inhalation, ingestion, et contact avec la peau. C'est de plus un produit explosif si chauffé ou mis en présence d'impuretés, en particulier des hydrocarbures.